# Hoplia viridisignata
Hoplia viridisignata är en skalbaggsart som beskrevs av Moser 1912. Hoplia viridisignata ingår i släktet Hoplia och familjen Melolonthidae. Inga underarter finns listade i Catalogue of Life.